# جهنمية شوكية
الجهنمية الشوكية (الاسم العلمي:Bougainvillea spinosa) هي نوع من النباتات يتبع جنس الجهنمية من الفصيلة الشبية.